# 裘家奎
裘家奎，1898年出生，中国化学家，中国分析化学的先驱。字星聚，浙江慈溪县（宁波）人。

## 简介
1921年，毕业于东吴大学化学系，获理学学士学位。1932年，毕业于美国普林斯顿大学，获得哲学博士学位。
回国后先后担任金陵大学化学系系主任，金陵大学理学院院长，金陵大学教务长。担任南京大学教授，主讲分析化学。曾任江苏省环境学会顾问，并是中国微量元素与健康研究会的名誉会长。是《化学世界》编委，担任《分析化学丛书》的顾问。

## 著述
- 《三碘甲烷在溶液中热解之研究》，1936年发表于《金陵学报》英文版，为中国早期英文分析化学论文。
- 《半微量定性分析》，1942年，翻译出版
- 《无机定性分析原理》，1947年，是中国学者自主编写的最早分析化学教科书
- 《用硫酸铵分离钙锶的机构及各种分离钙锶方法的比较》，1957年
- 《食物中微量金属的纸上分析法》，1959年
- 《辐射法纸上层析的改进》，1963年
- 《糖的多次展开的纸上层析》，1963年
- 《元素与人》，1979年，合著，为中国大陆环境化学早期专著
- 《痕量元素与人》，1979年，合著，为中国大陆环境化学早期专著
- 《离子选择性电极》，1977年，为中国大陆电化学传感器早期著作
- 《色层分析讲义》，1955年，为中国色谱学早期著作
- 《食物中微量金属的纸上分析法》
- 《辐射法纸上层析的改进》
- 《糖的多次展开的纸上层析》
- 《钴式树脂与氯化钙溶液交换扩散机理》
- 《无机化合物命名商榷》